# Coeficient de portanță
În dinamica fluidelor, coeficientul de portanță, Cz, este o mărime adimensională care leagă forța de portanță generată de un corp portant⁠(d) de densitatea fluidului din jurul corpului, viteza fluidului și o arie de referință asociată. Un corp portant este un corp care produce portanță, cum ar fi un aeroplan. Cz este în funcție de unghiul de atac al corpului față de curgere, a numărului Reynolds și a numărului Mach. Coeficientul de portanță al secțiunii cz se referă la caracteristicile dinamice de portanță ale unei secțiuni a unui corp, zona de referință fiind înlocuită de coarda secțiunii.

## Definiții
Coeficientul de portanță, Cz este definit prin:
{\displaystyle C_{z}\equiv {\frac {L}{p_{d}\,S}}={\frac {L}{{\frac {1}{2}}\rho u^{2}\,S}}={\frac {2L}{\rho u^{2}\,S}}}
unde:
{\displaystyle L} este portanța, [N],
{\displaystyle S} este aria suprafeței relevante, [m2],
{\displaystyle p_{d}} este presiunea dinamică, [pa],
{\displaystyle \rho } este densitatea fluidului, [kg/m3],
{\displaystyle u} este viteza fluidului, respectiv a corpului în fluidul staționar, [m/s].
Alegerea suprafeței de referință ar trebui specificată, deoarece este arbitrară. De exemplu, în aerodinamică și teoria profilelor aerodinamice subțiri pentru profilele cilindrice (extrudarea unui profil aerodinamic în direcția anvergurii, y), prima axă, x, este de obicei în direcția coardei iar a doua axă, y, care generează suprafața, este în direcția anvergurii (dar în literatura de specialitate în limba engleză numerotarea axelor poate fi inversă).
{\displaystyle S_{aer}\equiv c\,s}
Coeficientul de portanță poate fi aproximat folosind teoria liniei de portanță, calculat numeric, sau măsurat într-un tunel aerodinamic pentru o anumită configurație de aeronavă.

## Coeficientul de portanță al unei secțiuni

O curbă tipică cu coeficientul de portanță al secțiunii în funcție de unghiul de atac pentru un profil aerodinamic curbat

Coeficientul de portanță poate fi utilizat și ca o caracteristică a unei anumite forme (sau secțiuni transversale) a unui profil aerodinamic. În acest caz se numește coeficient de portanță al secțiunii {\displaystyle c_{\text{l}}}. Se obișnuiește să se arate, pentru o anumită secțiune a profilului aerodinamic, relația dintre coeficientul de portanță al secțiunii și unghiul de atac. De asemenea, este util să se arate relația dintre coeficientul de portanță al secțiunii și coeficientul de rezistență la înaintare.
Coeficientul de portanță al secțiunii se bazează pe curgerea bidimensională pe o aripă cu anvergură infinită și secțiune transversală constantă, astfel încât portanța este independentă de efectele lungimea aripii și este definită în funcție de {\displaystyle L^{\prime }}, forța de portanță pe unitatea de lungime a aripii. Definiția devine:
{\displaystyle c_{\text{l}}={\frac {L^{\prime }}{q\,c}}}
unde {\displaystyle c} este lungimea de referință, care ar trebui întotdeauna specificată: în aerodinamică și teoria profilelor aerodinamice, de obicei se alege coarda profilului, în timp ce în hidrodinamică marină și pentru lonjeroane se alege de obicei grosimea {\displaystyle t.} Acest lucru este analog cu considerația de la coeficientul de rezistență la înaintare, deoarece coarda poate fi interpretată ca raportul dintre arie și unitatea de anvergură.
Pentru un unghi de atac dat, cl poate fi calculat aproximativ folosind teoria profilului aerodinamic subțire, calculat numeric sau determinat din teste în tunel aerodinamic pe o piesă de testare de lungime finită, cu plăci de capăt proiectate pentru a ameliora efectele tridimensionale. Graficele lui cl în funcție de unghiul de atac arată aceeași formă generală pentru toate profilele aerodinamice, dar valorile particulare vor varia. Acestea arată o creștere aproape liniară a coeficientului de portanță odată cu creșterea unghiului de atac cu un gradient cunoscut sub numele de „pantă de portanță”. Pentru un profil aerodinamic subțire de orice formă, panta de portanță este de 2π pe radian sau π2/90 ≈ 0,11 pe grad. La unghiuri mai mari se atinge un punct maxim, după care coeficientul de portanță scade. Unghiul la care apare coeficientul de portanță maxim este unghiul de angajare al profilului aerodinamic, care este de aproximativ 10 până la 15 grade pentru un profil aerodinamic tipic.
De asemenea, unghiul de angajare pentru un profil dat crește odată cu creșterea valorilor numărului Reynolds; la viteze mai mari, fluxul tinde să rămână atașat de profil pentru o perioadă mai lungă de timp, întârziind angajarea. Din acest motiv, uneori testele în tunel aerodinamic efectuate la numere Reynolds mai mici decât condițiile din viața reală pot supraestima angajarea profilelor.
Profilele aerodinamice simetrice au în mod necesar grafice simetrice ale lui cl în funcție de unghiul de atac față de axa cl, dar pentru orice profil aerodinamic cu curbură pozitivă, adică asimetric, cu extradosul mai convex ca intradosul, la unghiuri de atac negative mici există încă un coeficient de portanță mic, dar pozitiv. Pe astfel de profiluri aerodinamice la unghiul de atac zero, presiunile pe extrados sunt mai mici decât pe intrados.